# Disparada
"Disparada" é uma canção escrita por Geraldo Vandré e Theo de Barros e interpretada por Jair Rodrigues, acompanhado do Trio Maraiá e do Trio Novo. Uma das principais composições da época dos festivais de música popular brasileira, foi a vencedora do Festival de Música Popular Brasileira 1966, dividindo o primeiro lugar com "A Banda" de Chico Buarque, quando houve verdadeira "disputa com apostas" em todo o país entre os adeptos de uma e outra composição. A canção foi gravada em língua francesa pela cantora Frida Boccara, sob o título de "Taureau".
O compositor Geraldo Vandré, nascido na Paraíba mas educado no Rio de Janeiro, vivenciou todo o período do Golpe de 1964 ainda muito moço e ligado aos meios estudantis do Rio de Janeiro; era época de nacionalismo exacerbado quando os jovens com um pouco de cultura e sensibilidade não se conformavam com as injustiças sociais imperantes no Brasil; os meios musicais e literários, lideranças intelectuais do país, não estavam imunes aos movimentos sociais visando melhorias para as camadas mais pobres da população.
Geraldo Vandré também contribuiu significativamente com outra composição — "Pra não Dizer que não Falei das Flores" e "Disparada" são consideradas duas obras primas entre as músicas de cunho social.
Em "Disparada", Vandré faz uma comparação entre a exploração das classes sociais pobres pelas mais ricas e a exploração das boiadas pelos boiadeiros, entre a maneira de se lidar com gado e se lidar com gente. A música composta por Vandré e Théo de Barros complementou de forma perfeita os versos de Vandré e a interpretação de Jair Rodrigues deu forma final muito bonita aos versos e à música.

## Regravações
- Jair Rodrigues (Original) (1966)
- Wilson Simonal (1967)
- Conjunto Ponta Porã, do Maestro paraguaio Herminio Giménez (adaptação ao espanhol por Herminio Giménez, cantada pelo trio Torres–Serafín–Gómez) (1967)
- AMIGOS (Zezé di Camargo & Luciamo, Leandro & Leonardo, Chitãozinho & Xororó) (1995)
- As Músicas do Filme "O Menino da Porteira" (Daniel - 2009)